# Луций Фабий Цилон
Лу́ций Фа́бий Цило́н Септими́н Кати́ний Ацилиа́н Ле́пид Фульциниа́н (лат. Lucius Fabius Cilō Septiminus Catinius Acilianus Lepidus Fulcinianus) — римский государственный деятель конца II века — начала III века.

## Биография
Цилон, по всей видимости, происходил из провинции Бетика. В 180—184 годах он был легатом XVI Стойкого Флавиева легиона. В 185 году Цилон находился на посту проконсула провинции Нарбонская Галлия. В 187—189 годах он был префектом военной казны. С 189 по 192 год Цилон занимал должность легата пропретора провинции Галатия. После убийства императора Коммода в 192 году Цилон по приказу нового государя Пертинакса занимался похоронами погибшего Коммода в Мавзолее Адриана.
В 193 году Цилон находился на посту консула-суффекта вместе с Марком Силием Мессалой. В вспыхнувшей в том же году гражданской войне он занял сторону Септимия Севера. Цилон возглавлял некоторое воинские отряды во Фракии, был в течение непродолжительного времени проконсулом Вифинии и Понта (193/194 год) и в 194 году сопровождал Септимия Севера в походе против его соперника Песценния Нигера на Восток. В 195/196 году Цилон находился на посту легата пропретора Верхней Мёзии. Кроме того, ему был вверен под опеку сын императора Каракалла. Во второй половине 196 году он командовал вексилляциями в Италии. После управления Верхней Паннонией с 197 по 201/202 год Цилон, возможно, в 202 или, самое позднее, в 203 году был назначен префектом Рима.
В 204 году он занимал должность ординарного консула вместе с Марком Аннием Флавием Либоном. После убийства префекта претория Гая Фульвия Плавтиана в 205 году Цилон спас жизнь ставшему спустя 13 лет императором Макрину. После смерти Септимия Севера, который умер в феврале 211, Цилон был освобожден от должности префекта Рима. Скорее всего, это произошло в декабре 211 года. Цилон стал вести частную жизнь, с тех пор не занимая ни один государственный пост. Год его смерти неизвестен. Известно, что во время борьбы Каракаллы со своим братом Гетой за власть Цилон впал в немилость:

«Он [Каракалла] также задумал лишить жизни Цилона, своего воспитателя и благодетеля, который при его отце служил префектом Города и которого он сам часто называл отцом. Посланные к Цилону воины первым делом забрали его серебряную посуду, одежду и прочее добро, а его самого повели по Священной дороге, дабы доставить его во дворец и там убить. Обут он был в сандалии (ибо [в момент задержания] оказался в купальне) и облачен в короткий хитон. Солдаты разорвали его одеяние и изуродовали его лицо, так что народ и воины городского гарнизона пришли в негодование, и тогда Антонин, испытывая трепет и страх перед ними, явился к ним и, накинув на Килона [свой] плащ (ибо он был в военном облачении), молвил: „Не оскорбляйте моего отца, не бейте моего воспитателя!“ Что же касается центуриона, получившего приказ убить Цилона, и солдат, посланных вместе с ним, то они были казнены под тем предлогом, что будто бы устроили заговор против этого человека, но на самом деле за то, что они его не убили»
Цилон был богат, имел дворец на Авентине (около терм Каракаллы), который подарил ему Септимий Север.